# Rhetinocarpha suffruticosa
Rhetinocarpha suffruticosa là một loài thực vật có hoa trong họ Cúc. Loài này được (Benth.) Paul G.Wilson & M.A.Wilson mô tả khoa học đầu tiên năm 2006.